# Ga Todoroki (Tokyo)
Ga Todoroki (等々力駅 Todoroki-eki) là một ga nằm ở phía Nam Tokyo, Nhật Bản. Dịch vụ tốc hành không dừng tại ga này.

## Bố trí ga
Sân ga trên mặt đất.
| 1 | ■ Tuyến Oimachi | Futako-Tamagawa ・(Tuyến Tokyu Den-en-Toshi) Saginuma ・ Chūō-Rinkan |
| 2 | ■ Tuyến Oimachi | Jiyūgaoka ・ Ō-okayama ・ Hatanodai ・ Ōimachi                       |

## Lịch sử
- 1 tháng 11 năm 1929 Mở cửa.

## Dịch vụ xe buýt
- Trạm dừng Todoroki (等々力?)
  - Xe buýt Tokyu
    - <渋82>Ga Shibuya - Sangenjaya - Fukasawa Fudo mae - Todoroki
    - <東98>Nhà xe Todoroki - Todoroki - GA Toritsudaigaku lối thoát phía Nam - Meguro Sta. mae - Ga Tokyo lối thoát phía Nam
    - <等01>Todoroki - Tamadzutsumi - Todoroki (tuyến vòng)
    - <等11>Nhà xe Todoroki - Todoroki - Komazawa - Kamimachi - Trường Cao đẳng nông nghiệp - Soshigaya Rotary
    - <等12>Nhà xe Todoroki - Todoroki - Ga Yoga - GA Seijōgakuen-Mae

## Vùng lân cận
- Đại học thành phố Tokyo

## Ga liền kề
| «        | « | Dịch vụ             | » | »         |
| -------- | - | ------------------- | - | --------- |
| Oyamadai |   | Tuyến Tokyu Oimachi |   | Kami-noge |